# Firebird (film)
Firebird je britsko-estonský válečný romantický film z roku 2021 na námět románu a skutečného příběhu vojáka Sergeje Fetišova. Film měl premiéru 17. března 2021 na londýnském LGBT+ filmovém festivalu v Londýně. Po úspěchu se také promítal na dalších filmových festivalech v Moskvě, Los Angeles, San Franciscu a Durbanu.
Film otevírá problematiku homosexuality ve vojenském konzervativním prostředí v tehdejším SSSR.

## Děj
Válečný film, jehož děj je zasazený do období studené války v SSSR ve vojenském prostředí, vypráví příběh mladého vojáka Sergeje (Tom Prior), který naváže kamarádský vztah s plukovníkem a pilotem Romanem (Oleg Zagorodnij), který se později vyvine v něco hlubšího. Jejich vztah je však po několika problémových momentech roztříštěn, Sergej se rozhodne splnit si svůj sen a odjede studovat herectví do Moskvy. Roman se mezitím ožení s jejich společnou přítelkyní z vojny Luisou (Diana Požarskaja) a čekají spolu dítě.
Sergej se s Romanem potká a je pozván na svatbu, kde se trpce vyrovnává s nenaplněným vztahem s Romanem a když mu Roman oznámí, že s Luisou čeká dítě, tak Sergej odjede a několik let se spolu neuvidí. Po krátkém románku v Soči se Romanova manželka dozvídá o tehdejším vztahu Romana se Sergejem a jejich manželství se rozpadá. Roman v dopise pro Sergeje napíše, aby ho nikde nehledal a odjede bojovat do Afghánistánu, kde zmizí a armáda ho prohlásí za nezvěstného. Sergej je zdrcen, ale po krátké hádce se s Luisou usmíří.

## Obsazení
| Tom Prior             | Sergej                 |
| Oleg Zagorodnij       | Roman, manžel Luisy    |
| Diana Požarskaja      | Luisa, manželka Romana |
| Nicholas Woodeson     | mjr. Kuznetsov         |
| Margus Prangel        | mjr. Zverev            |
| Jake Thomas Henderson | Volodja                |
| Ester Kuntu           | Máša                   |